# Balmaseda
Balmaseda (Spaans: Valmaseda) is een stad en gemeente in de Spaanse provincie Biskaje in de regio Baskenland, gelegen op 30 kilometer ten zuidwesten van Bilbao. Het is de hoofdstad van de comarca Enkarterri.
Balmaseda is een kleine historische stad in het zuidwesten van Biskaje en is een belangrijk centrum voor de meubel- en staalindustrie in de streek. Het heeft een belangrijke ligging vanwege de nabijheid van de provinciegrens met Burgos. Door het stadje stroomt de rivier de Kadagua, waarover een brug uit 1199 in stand is gehouden.

## Geografie
De gemeente heeft een oppervlakte van 22 km² en telde in 2001 7069 inwoners.
In de gemeente bevinden zich de volgende kernen:
- Balmaseda
- Pandazoles
- Rebollar

De gemeente grenst in het noorden aan de gemeenten Artzentales en Sopuerta, in het oosten aan Zalla, in het zuiden aan Valle de Mena (provincie Burgos) en in het oosten aan Valle de Mena en Artzentales.

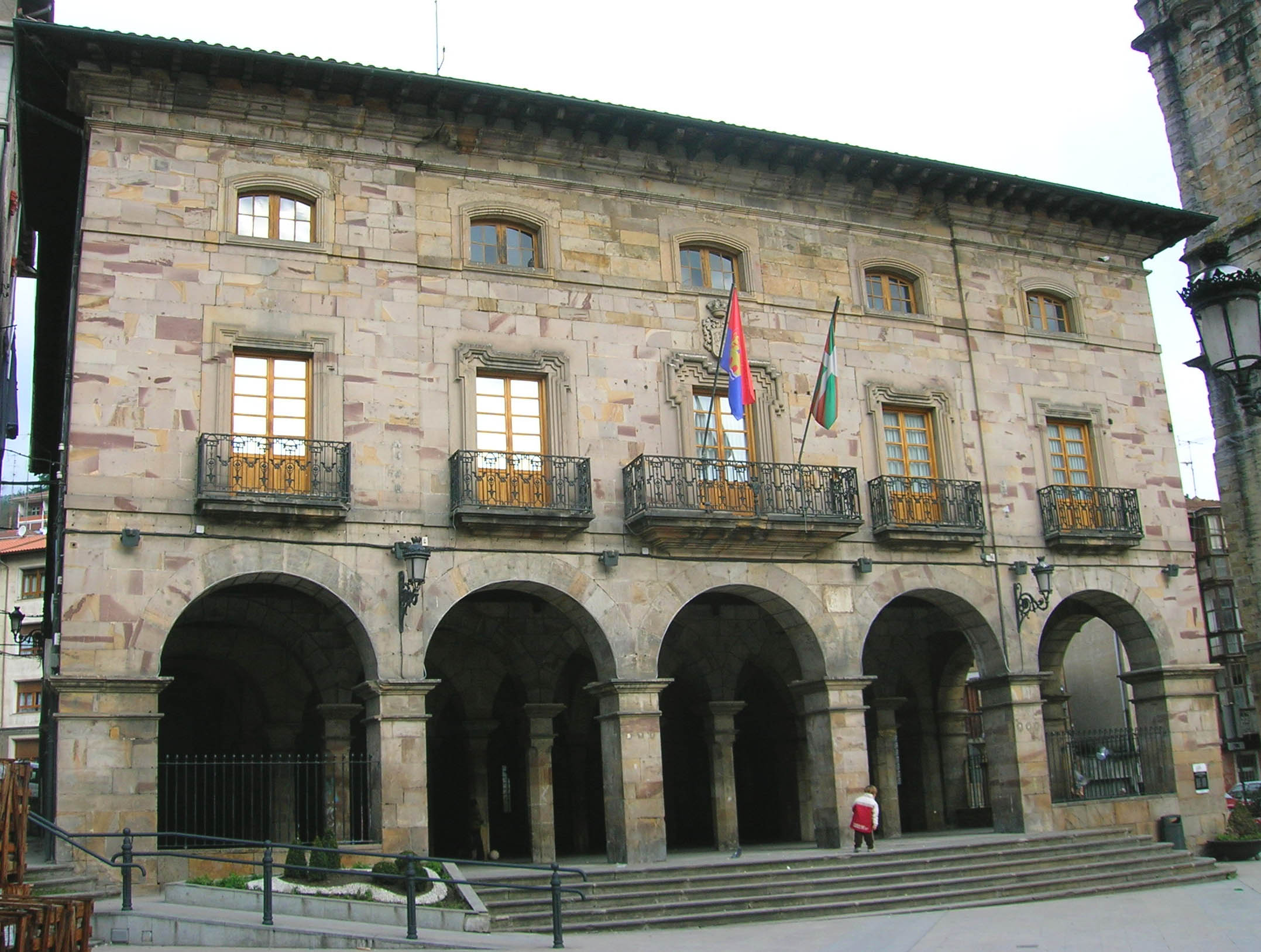
Gemeentehuis

## Demografische ontwikkeling
Bron: INE, 1857-2011: volkstellingen

## Geboren
- Igor Merino (1990), wielrenner
- Eider Merino (1994), wielrenster

Abadiño · Abanto Zierbena · Ajangiz · Alonsotegi · Amorebieta-Etxano · Amoroto · Arakaldo · Arantzazu · Areatza · Arrankudiaga · Arratzu · Arrieta · Arrigorriaga · Artea · Artzentales · Atxondo · Aulesti · Bakio · Balmaseda · Barakaldo · Barrika · Basauri · Bedia · Berango · Bermeo · Berriatua · Berriz · Bilbao · Busturia · Derio · Dima · Durango · Ea · Elantxobe · Elorrio · Erandio · Ereño · Ermua · Errigoiti · Etxebarri · Etxebarria · Forua · Fruiz · Galdakao · Galdames · Gamiz-Fika · Garai · Gatika · Gautegiz Arteaga · Gernika-Lumo · Getxo · Gizaburuaga · Gordexola · Gorliz · Gueñes · Ibarrangelu · Igorre · Ispaster · Iurreta · Izurtza · Kortezubi · Lanestosa · Larrabetzu · Laukiz · Leioa · Lekeitio · Lemoa · Lemoiz · Lezama · Loiu · Mallabia · Markina-Xemein · Maruri-Jatabe · Mañaria · Mendata · Mendexa · Meñaka · Morga · Mundaka · Mungia · Munitibar-Arbatzegi Gerrikaitz · Murueta · Muskiz · Muxika · Nabarniz · Ondarroa · Urduña · Orozko · Ortuella · Otxandio · Plentzia · Portugalete · Santurtzi · Sestao · Sondika · Sopelana · Sopuerta · Sukarrieta · Trapagaran · Trucios-Turtzioz · Ubide · Ugao-Miraballes · Urduliz · Karrantza · Zaldibar · Zalla · Zamudio · Zaratamo · Zeanuri · Zeberio · Zierbena · Ziortza-Bolibar